# Osvaldo Dórticos Torrado
Osvaldo Dórticos Torrado (17. april 1919 - 23. juni 1983) var Cubas første præsident efter revolutionen i 1958/59. Han startede i dette embede 1959 og frem til 1976. I samme periode var Fidel Castro statsminister. Torrado spillede en stor rolle under Cubakrisen i oktober 1962, og i en tale i FN forsikrede han, at Cuba kun havde til hensigt at bruge de sovjetiske atomraketter til forsvar og ikke til offensive formål.